# Котов, Василий Григорьевич
Василий Григорьевич Котов (15 сентября 1921 — 5 июля 1999) — командир взвода 42-й отдельной гвардейской разведывательной роты (46-я гвардейская Краснознаменная стрелковая дивизия, 22-й гвардейский стрелковый корпус, 6-я гвардейская армия, 2-й Прибалтийский фронт), гвардии сержант, участник Великой Отечественной войны, кавалер ордена Славы трёх степеней.

## Биография
Родился 15 сентября 1921 года в селе Хвощинка ныне Еланского района Волгоградской области в крестьянской семье. Русский. Член КПСС с 1944. Окончил 7 классов в 1936. Работал шофёром в МТС.
В Красной армии с февраля 1941 года. На фронте в Великую Отечественную войну с июня 1941 года.
Службу проходил водителем в особом отделе НКВД 17-го механизированного корпуса. С первого дня войны – в действующей армии. Воевал на Западном и Калининском фронтах. Принимал участие в оборонительном сражении в Белоруссии, битве за Москву. После расформирования корпуса был переведён водителем в особый отдел НКВД Западного фронта, затем – 5-го гвардейского стрелкового корпуса. Неоднократно выполнял задания под бомбежкой и артиллерийским обстрелом противника, обеспечивая связь передовых частей со штабом корпуса. Приказом командира корпуса был награждён медалью «За боевые заслуги».
В дальнейшем проходил службу в разведывательной роте 46-й гвардейской стрелковой дивизии. Воевал на Воронежском, Калининском, 2-м и 1-м Прибалтийских и Ленинградском фронтах. Принимал участие в Невельской, Витебско-Оршанской, Полоцкой, Шяуляйской и Мемельской наступательных операциях, блокаде курляндской группировки немецких войск. В боях четырежды был ранен.
10 февраля 1944 года в районе деревни Иванищево ныне Пустошкинского района Псковской области разведчик сержант В. Г. Котов в ходе захвата контрольного пленного прикрывал группу захвата огнём из ручного пулемёта. Ведя огонь по противнику, отвлекал его внимание на себя и обеспечил отход группы с пленным. В ходе предыдущих поисков уничтожил 4 немецких солдат. Командиром роты представлен к награждению орденом Красной Звезды. Приказом командира дивизии награждён медалью «За отвагу».
В ночь на 14 марта 1944 года в районе города Опочка ныне Псковской области командир отделения В. Г. Котов, будучи старшим группы прикрытия, вместе со своим отделением подобрался к огневой точке противника и огнём из автоматов уничтожил её расчёт из 7 немецких солдат. Тем самым была создана возможность для группы захвата подойти к объекту атаки и захватить пленного. Командиром роты В. Г. Котов был представлен к награждению орденом Красной Звезды.
Приказом командира 46-й гвардейской стрелковой дивизии от 8 апреля 1944 года награждён орденом Славы 3-й степени.
В ходе Шяуляйской наступательной операции 31 июля 1944 года при преследовании отходящего противника в районе города Куршенай ныне Шяуляйского района Шяуляйского уезда (Литва) командир взвода В. Г. Котов со своим взводом напал на вражеский обоз, уничтожив до 30 немецких солдат и захватив 6 повозок с военным имуществом. Решительными действиями разведчиков было обеспечено успешное продвижение частей дивизии. Приказом командующего 6-й гвардейской армией был награждён орденом Отечественной войны 2-й степени.
В ходе Мемельской наступательной операции с 15 по 20 сентября 1944 года его взвод уничтожил большое количество живой силы противника и захватил 6 контрольных пленных. Лично командир взвода уничтожил 2 офицеров и 7 солдат врага. В. Г. Котов захватил в плен немецкого минера в момент минирования моста, заставил его обезвредить установленные заряды и обеспечил продвижение частей дивизии через мост. Командиром роты представлен к награждению орденом Красного Знамени. Приказом командира 22-го гвардейского стрелкового корпуса награждён вторым орденом Отечественной войны 2-й степени..
22 октября 1944 года в районе населённого пункта Паузери (ныне Бункская волость Приекульского края, Латвия) В. Г. Котов во главе разведывательной группы на подходе к переднему краю противника был обстрелян из секрета боевого охранения. Смело бросившись на врага, разведчики забросали их гранатами и захватили личные документы. Приказом командира дивизии В. Г. Котов был награждён орденом Красной Звезды.
8 ноября 1944 года в районе города Лиепая (Латвия) В. Г. Котов во главе разведгруппы выполнял боевое задание по захвату контрольного пленного. Скрытно приблизившись к позиции огневой точки противника, разведчики ворвались в окоп, уничтожили расчёт пулемёта и одного пулемётчика захватили в плен. Пленный дал необходимые командованию сведения. Командиром роты В. Г. Котов был представлен к награждению орденом Отечественной войны 1-й степени.
Приказом командующего 6-й гвардейской армией от 12 декабря 1944 года гвардии сержант Котов Василий Григорьевич награждён орденом Славы 2-й степени.
6 января 1945 года во главе разведгруппы выполнял очередное боевое задание в тылу врага. Устроив засаду, разведчики захватили контрольного пленного и без потерь вернулись в расположение части. Был представлен к награждению орденом Красной Звезды.
Указом Президиума Верховного Совета СССР от 29 июня 1945 года за образцовое выполнение боевых заданий командования на фронте борьбы с немецкими захватчиками и проявленные при этом доблесть и мужество гвардии сержант Котов Василий Григорьевич награждён орденом Славы 1-й степени.
Всего за время войны на счету В. Г. Котова 10 лично взятых «языков» и более 40 уничтоженных немецких офицеров и солдат.
В июне 1946 года старшина В. Г. Котов демобилизован. Остался жить в городе Паланга (Литва). Поступил работать в морской флот, работал машинистом рефрижераторной установки. В начале 1970-х годов переехал в город Владивосток. Работал машинистом на железной дороге.
Умер 5 июля 1999 года. Похоронен на Морском кладбище во Владивостоке.

## Награды
- Орден Отечественной войны I степени (11.03.1985)[3]
- Орден Отечественной войны II степени (16.10.1944)[4]
- Орден Отечественной войны II степени (22.10.1944)[4]
- Орден Красной Звезды (03.11.1944)[4]
- Полный кавалер ордена Славы:
  - орден Славы I степени (29.06.1945)[5];
  - орден Славы II степени (12.12.1944)[6];
  - орден Славы III степени (08.04.1944)[7];

- медали, в том числе:
  - «За отвагу» (14.02.1944)[8]
  - «Медаль «За боевые заслуги»» (22.12.1942)[8]
  - «Медаль «За оборону Москвы»»
  - «В ознаменование 100-летия со дня рождения Владимира Ильича Ленина» (6 апреля 1970)
  - «За победу над Германией» (9 мая 1945[9])[10];

- - «20 лет Победы в Великой Отечественной войне 1941—1945 гг.» (7 мая 1965[11])
  - «30 лет Победы в Великой Отечественной войне 1941—1945 гг.»[12]
  - 40 лет Победы в Великой Отечественной войне 1941—1945 гг.[13]

- - «30 лет Советской Армии и Флота»[14]
  - «40 лет Вооружённых Сил СССР»[15]
  - «50 лет Вооружённых Сил СССР» (26 декабря 1967[16])
- Знак «25 лет победы в Великой Отечественной войне» (1970)

## Память
- На могиле установлен надгробный памятник
- Его имя увековечено в Главном Храме Вооружённых сил России, и навсегда запечатлено на мемориале «Дорога памяти»
- Во Владивостоке установлена мемориальная доска на фасаде здания по адресу ул. Волкова, дом 5, где проживал Василий Котов.